# خانه عزیزآقا عزیزی
خانه عزیزآقا عزیزی مربوط به دوره زند -اوایل دوره قاجار است و در ابرکوه، خیابان شهید مفتح، کوچه شهید رسول عزیزی واقع شده و این اثر در تاریخ ۱۱ مرداد ۱۳۸۴ با شمارهٔ ثبت ۱۲۶۷۰ به‌عنوان یکی از آثار ملی ایران به ثبت رسیده است.